# Groupe Centaurus A/M83
 (mars 2011).
Si vous disposez d'ouvrages ou d'articles de référence ou si vous connaissez des sites web de qualité traitant du thème abordé ici, merci de compléter l'article en donnant les références utiles à sa vérifiabilité et en les liant à la section « Notes et références ».

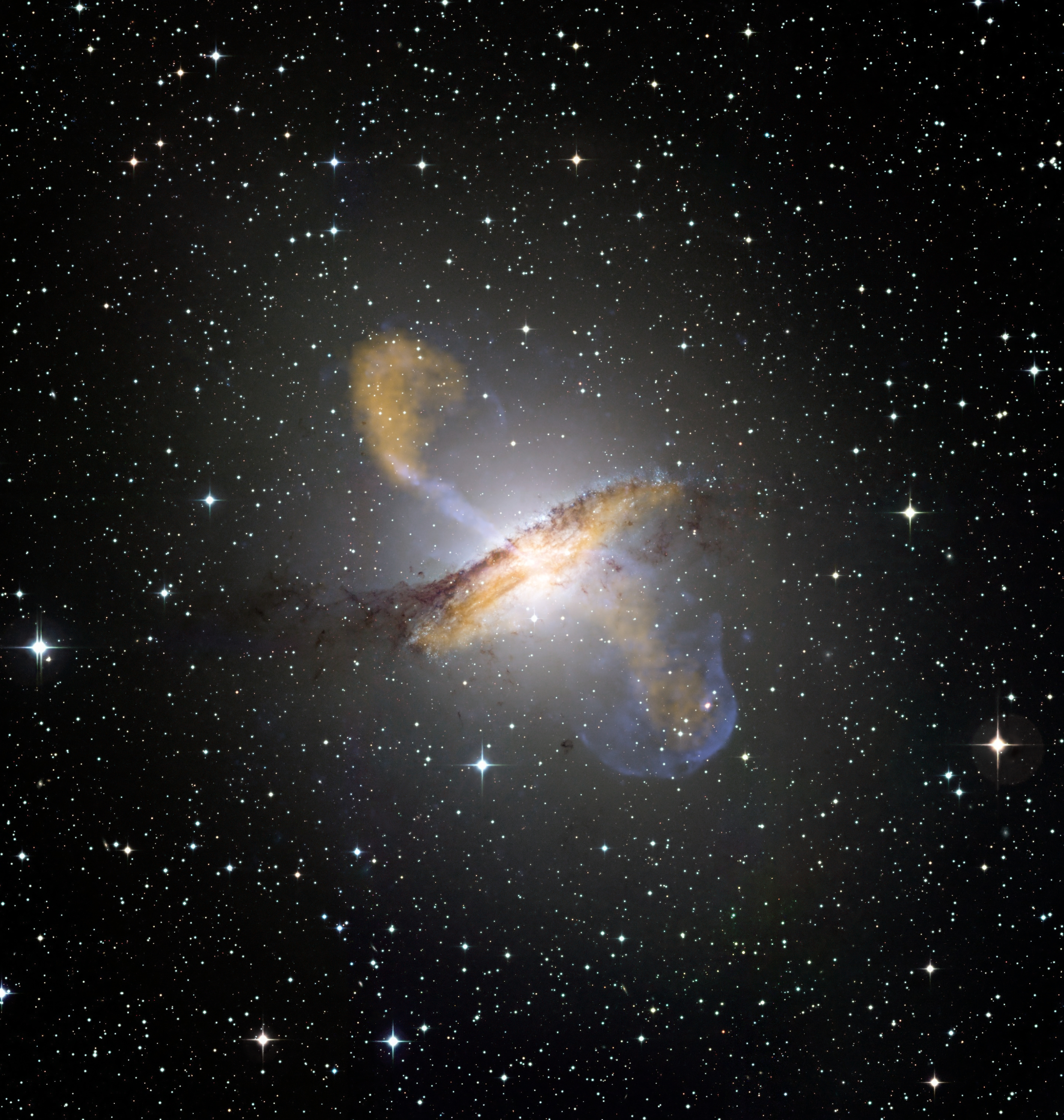
La galaxie Centaurus A est la galaxie la plus grande et la plus massive du groupe

Le groupe Centaurus A/M83 est un groupe de galaxies réparties dans les constellations de l'Hydre, du Centaure et de la Vierge. Ce groupe se divise en deux sous-groupes.
Le sous-groupe de Centaurus A, à une distance moyenne d'environ 3.8 mégaparsecs, est centré sur la galaxie éponyme, qui est la radiogalaxie la plus proche de nous. Il contient une quarantaine de galaxies, naines pour la plupart, dont les plus brillantes sont NGC 4945 et NGC 5102. 
Le sous-groupe de M83, situé à 4.56 mégaparsecs, est centré sur la galaxie spirale éponyme. Il contient une dizaine de galaxies, dont NGC 5253.
Parfois, on identifie ces deux sous-groupes comme deux groupes différents, bien qu'ils soient assez proches l'un de l'autre et que leurs mouvements soient liés.
Comme notre groupe local, le groupe Centaurus A/M83 appartient au superamas de la Vierge.
Voir A close look at the Centaurus A group of galaxies
Il ne faut pas le confondre avec le vaste amas du Centaure.